# Jack Beeson
Jack Hamilton Beeson (* 15. Juli 1921 in Muncie, Indiana; † 6. Juni 2010 in New York City, New York) war ein US-amerikanischer Komponist.

## Leben
Beeson studierte bis 1938 an der Universität Toronto und bis 1944 an der Eastman School of Music Komposition bei Edward Royce, Burrill Phillips, Bernard Rogers und Howard Hanson. 1944 und 1945 hatte er Unterricht bei Béla Bartók in New York City und beteiligte sich am Opern-Workshop der Columbia University. 1945 und 1946 besuchte er Seminare von Paul Henry Lang und begann eine Dirigentenausbildung bei Rudolph Thomas. Von 1948 bis 1950 hielt er sich als Gewinner des Prix de Rome in Rom auf, danach unterrichtete er an der Columbia University. Nach einem erneuten Romaufenthalt war er von 1961 bis 1963 Gastlehrer an der Juilliard School. 1965 wurde er Musikprofessor an der Columbia University. 1976 wurde er in die American Academy of Arts and Letters gewählt.
Beeson trat vor allem als Opernkomponist hervor. Bekannt wurde auch seine Sonate für Klavier von 1946/47.

## Werke
Opern
- Jonah, Oper in zwei oder drei Akten, Libretto: Beeson nach Paul Goodman, 1946–1950
- Hello out there, Kammeroper in einem Akt, Libretto: Beeson nach William Saroyan, Uraufführung am 27. Mai 1957 im Brander Matthews Theater New York
- The Sweet Bye and Bye, Oper in zwei Akten, Libretto: Kenward Elmslie, Uraufführung am 21. November 1957 in der Juilliard Concert Hall New York
- Lizzie Borden, Oper („family portrait“) in drei Akten, Libretto: Kenward Elmslie nach einem Szenario von Richard Plant, komponiert 1960–1965, Uraufführung am 25. März 1965 in der New York City Opera, europäische Erstaufführung 1992 im Theater Hagen[3]
- My Heart’s in the Highlands, Kammeroper in zwei oder drei Akten, Libretto: Beeson nach William Saroyan, Uraufführung am 17. März 1970 im NET Opera Theater
- Captain Jinks of the Horse Marines, Oper („romantic comedy“) in drei Akten, Libretto: Sheldon Harnick nach Clyde Fitch, Uraufführung: 20. September 1975 an der Lyric Opera in Kansas City
- Doctor Heidegger’s Fountain of Youth, Kammeroper in einem Akt, Libretto: Sheldon Harnick nach Nathaniel Hawthorne, Uraufführung am 17. November 1978 im National Arts Club New York
- Cyrano, Oper („heroic comedy“) in drei Akten, Libretto: Sheldon Harnick nach Edmond Rostand, 1980–1991, Uraufführung am 10. September 1994 im Theater Hagen
- Sorry, Wrong Number, Kammeroper in einem Akt, Libretto: Beeson nach Lucille Fletcher, 1996, Uraufführung am 25. Mai 1999 im Kaye Playhouse New York
- Practice in the Art of Elocution, Kammeroper („operina“) in einem Akt, Libretto: Beeson, Uraufführung am 12. Mai 1998 in der Merkin Concert Hall New York

Chorwerke
- A Round for Christmas (Bibel: Johannes-Evangelium) für Chor, 1942, überarbeitet 1951
- Boys and Girls Together (anon.) für Chor, 1965
- Greener Pastures (anon.) für Chor, 1965
- Homer’s Woe (anon. Kinderreime), Tr vv, 1966
- In Praise of the Bloomers (anon., aus Mrs Partington’s Carpetbag of Fun) für Männerchor, 1969
- To a Lady Who Asked for a Cypher (anon., aus Mrs Partington’s Carpetbag of Fun) für Chor, 1969
- Everyman’s Handyman (Beeson, nach Ethel Smyth) für Männerchor, 1970
- The Model Housekeeper (Ethel Smyth) für Frauenchor, 1970
- Knots: Jack and Jill for Grown-ups (Ronald D. Laing), 1979
- Hinx, Minx (trad. Kinderreim), 1980
- Magicke Pieces (R. Herrick und andere) für Chor, drei Bläser und zwei Glocken, 1991
- Epitaphs (anon.), 1993
- Summer Rounds and Canons (anon.) für Chor, 2002
- weitere kürzere Chorwerke

Solo-Vokalwerke
- 4 Crazy Jane Songs (William Butler Yeats) für Alt und Klavier, 1944, überarbeitet 1959, 1992
- 3 Songs (William Blake) für Tenor und Klavier, 1945, überarbeitet 1951, 1995
- 5 Songs (Francis Quarles) für Sopran und Klavier, 1946, überarbeitet 1950
- Piazza Piece (John Crowe Ransom) für Sopran, Tenor und Klavier, 1951
- 2 Songs (John Betjeman) für Bariton und Klavier, 1952
- 6 Lyrics (englische und amerikanische Dichter) für hohe Stimme und Klavier, 1952, überarbeitet 1959, 1995
- 2 Concert Arias für Sopran und Orchester: The Elephant (D. H. Lawrence), 1953, The Hippopotamus (T. S. Eliot), orig. für Sopran und Klavier, 1951, überarbeitet und orchestriert, 1952, 1995
- Indiana Homecoming (Abraham Lincoln) für Bariton und Klavier, 1956
- Leda (Aldous Huxley) für Sprecher und Klavier, 1957, überarbeitet 1995
- Against Idleness and Mischief and In Praise of Labor (Isaac Watts) für hohe Stimme und Klavier, 1959
- A Creole Mystery (Beeson, nach Lafcadio Hearn) für Mezzosopran/Bariton und Streichquartett, 1970
- To a Sinister Potato (Peter Viereck) für Bariton und Klavier, 1970
- The Day's no Rounder than its Angles Are (Viereck) für Mezzosopran/Bariton und Streichquartett, 1971
- Death by Owl-Eyes (R. Hughes) für hohe Stimme und Klavier, 1971
- The You Should Have Done It Blues (Viereck) für Sopran und Klavier, 1971
- From a Watchtower (William Wordsworth, W. H. Auden, Gerard Manley Hopkins, Walter de la Mare), fünf Lieder für hohe Stimme und Klavier, 1976
- Cat (J. Keats) für Sopran und Klavier, 1979
- Cowboy Song (Charles Causley) für Bariton und Klavier, 1979
- In the Public Gardens (John Betjeman) für Tenor und Klavier, 1991
- Inerludes and Arias from Cyrano für Bariton und Orchester, 1997
- The Daring Young Man on the Flying Trapeze (G. Leybourne und Beeson) für Countertenor und Kammerorchester/Klavier, 1999
- Ophelia Sings für Mezzosopran und Ensemble, 2000
- A Rupert Brooke Cycle (fünf Lieder, Rupert Brooke, Beeson) für Bassbariton und Klavier, 2002
- Kilroy Was Here (Viereck) für Bariton und Klavier, 2010[4]
- andere Lieder

Orchesterwerke
- Hymns and Dances, 1958 (aus The Sweet Bye and Bye), Arrangement für Band, 1966
- Sinfonie Nr. 1 A-Dur, 1959
- Transformations, 1959
- Commemoration für Band und Chor ad lib., 1960
- Fanfare für Blechbläser, Holzbläser und Schlagzeug, 1963

Kammermusik
- Song, für Flöte und Klavier, 1945
- Interlude für Violine und Klavier, 1945, überarbeitet 1951
- Klaviersonate Nr. 4, 1945, überarbeitet 1951
- Klaviersonate Nr. 5, 1946, überarbeitet 1951
- Sonata für Viola und Klavier, 1953
- 2 Diversions für Klavier, 1953, Bearbeitung der Klaviersonate Nr. 3 von 1944
- Sketches in Black and White für Klavier, 1958
- Round and Round für Klavier zu vier Händen, 1959
- Sonata canonica für zwei Altblockflöten, 1966
- 2 Pieces für Ensemble, 1967 (für Film, Radio oder TV)
- Old Hundredth: Prelude and Doxology für Orgel, 1972
- Fantasy, Ditty and Fughettas für zwei barocke oder moderne Flöten, 1992
- 45 vor 1950 komponierte Werke